# Лейк-Брукс (гидроаэропорт)
Гидроаэропорт Лейк-Брукс (англ. Lake Brooks Seaplane Base), (FAA LID: 5Z9) — гражданский гидроаэропорт, расположенный в районе Лейк-Брукс (Аляска), США.
По данным статистики Федерального управления гражданской авиации США услугами аэропорта в 2007 году воспользовалось 4 295 человек, что на 86 % (2 304 человек) больше по сравнению с предыдущим годом.

## Операционная деятельность
Гидроаэропорт Лейк-Брукс расположен на высоте 11 метров над уровнем моря и эксплуатирует одну взлётно-посадочную полосу:
- ALL/WAY размерами 1524 х 1219 метров, предназначенную для обслуживания гидросамолётов.